# Erica foliacea
Erica foliacea är en ljungväxtart. Erica foliacea ingår i släktet klockljungssläktet, och familjen ljungväxter.

## Underarter
Arten delas in i följande underarter:
- E. f. foliacea
- E. f. fulgens
- E. f. galpinii